# 마이크로채널 플레이트 디텍터

마이크로채널 플레이트(microchannel plate, MCP)는 단일 입자(전자, 이온 및 중성자)와 광자(자외선 및 엑스선)를 감지하는 데 사용된다. 이는 전자증배관과 밀접하게 관련되어 있다. 두 가지 모두 2차 방출을 통한 전자의 증식으로 단일 입자 또는 광자를 강화하기 때문이다. 마이크로채널 플레이트 디텍터(microchannel plate detector)는 별도의 채널이 많기 때문에 공간 분해능을 제공할 수 있다.

## 기본 디자인
마이크로채널 플레이트는 한 면에서 다른 면으로 이어지는 규칙적인 배열의 작은 튜브(마이크로채널)가 있는 0.5~2mm 두께의 저항성 재료(주로 유리)로 만들어진 슬래브이다. 마이크로채널은 일반적으로 직경이 5~20마이크로미터이고 서로 평행하며 표면에 대해 작은 각도(법선에서 8~13°)로 플레이트에 들어간다. 플레이트는 원형 디스크인 경우가 많지만 10mm에서 최대 200mm 크기까지 어떤 모양으로든 절단할 수 있다. 곡선인 경우도 있다.

## 같이 보기
- 입자 검출기
- 광검출기
- 야간 투시경